# Metorthocheilus emarginata
Metorthocheilus emarginata är en fjärilsart som beskrevs av George Francis Hampson 1891. Metorthocheilus emarginata ingår i släktet Metorthocheilus och familjen Uraniidae. Inga underarter finns listade i Catalogue of Life.